# 발렌티나 카르넬루티
발렌티나 카르넬루티(Valentina Carnelutti, 1973년 2월 6일 ~ )는 이탈리아의 배우이다.

## 출연 작품
- 렛 유어 셀프 고 (2017)
- 엠마 (2017)
- 침묵 (2016)
- 라이크 크레이지 (2016)
- 아리아나 (2015)
- 진혼곡 (2013)
- 아만다 녹스: 머더 온 트라이얼 인 이털리 (2011)
- 트레 오레 (2010)
- 마르피콜로 (2009)
- 르 옴브레 로제 (2009)
- 언 지오코 다 라가제 (2008)
- 코코 샤넬(영어판) (2008)
- 조용한 혼돈 (2008)
- 매뉴얼 오브 러브 2 (2007)
- 유 머스트 비 더 울프 (2005)
- 베스트 오브 유스 (2003)